# José Manuel Rojas
José Manuel Rojas Bahamondes (23 de juny de 1983 a Talagante, Xile) conegut com a Pepe, és un futbolista xilè, que actualment juga per la Universidad de Chile.